# Nuova Hannover
L'isola di Nuova Hannover, anche chiamata Lavongai (New Hanover Island in inglese e Neuhannover in tedesco) è un'isola vulcanica della Papua Nuova Guinea.
L'Isola, situata a nord-est della Nuova Guinea, fa parte dell'arcipelago di Bismarck ed è amministrativamente compresa nella Provincia della Nuova Irlanda. Con i suoi 1.227 km² Nuova Hannover si colloca al 184º posto tra le isole più grandi del mondo.